# Dimítrios Ral·lis
Dimítrios Ral·lis (en grec: Δημήτριος Ράλλης) (1844-1921) descendent d'una vella família política grega. Abans de la independència de Grècia, el seu avi Aléxandros Ral·lis era un fanariota prominent. El seu pare Georgios Ral·lis va ser ministre en el govern d'Andreas Miaülis i després ministre de justícia de la Suprema Cort de Grècia.
Ral·lis va néixer el 1844 a la ciutat d'Atenes. El 1872 va ser elegit per primera vegada membre del parlament i sempre va representar al districte atenès. Va ser ministre en diversos governs i va ser Primer Ministre de Grècia en cinc ocasions.
Durant el seu últim govern, després de les eleccions de 1920, el seu gabinet va autoritzar el plebiscit que va veure tornar Constantí I com a rei de Grècia. Va morir de càncer el 5 d'agost de 1921, a l'edat de 77 anys.
El fill de Dimítrios Ral·lis, Ioannis Ral·lis, va ser primer ministre durant l'ocupació i durant la guerra, i el seu net, Georgios Ral·lis, va ser primer ministre en els començaments de la dècada de 1980.